# Сан-Педро (Техас)
Сан-Педро (англ. San Pedro) — переписна місцевість (CDP) в США, в окрузі Камерон штату Техас. Населення — 442 особи (2020).

## Географія
Сан-Педро розташований за координатами 25°58′53″ пн. ш. 97°35′17″ зх. д. / 25.98139° пн. ш. 97.58806° зх. д. (25.981409, -97.588168).  За даними Бюро перепису населення США в 2010 році переписна місцевість мала площу 3,07 км², уся площа — суходіл.

## Демографія
Згідно з переписом 2010 року, у переписній місцевості мешкало 530 осіб у 134 домогосподарствах у складі 117 родин. Густота населення становила 173 особи/км².  Було 154 помешкання (50/км²).
Расовий склад населення:
| - 92,6 % — білих - 0,4 % — чорних або афроамериканців - 0,2 % — корінних американців - 0,2 % — азіатів - 4,7 % — осіб інших рас |

До двох чи більше рас належало 1,9 %. Частка іспаномовних становила 98,1 % від усіх жителів.
За віковим діапазоном населення розподілялося таким чином: 28,5 % — особи молодші 18 років, 57,9 % — особи у віці 18—64 років, 13,6 % — особи у віці 65 років та старші. Медіана віку мешканця становила 34,8 року. На 100 осіб жіночої статі у переписній місцевості припадало 107,8 чоловіків;  на 100 жінок у віці від 18 років та старших — 96,4 чоловіків також старших 18 років.
Середній дохід на одне домашнє господарство  становив 53 036 доларів США (медіана — 46 250), а середній дохід на одну сім'ю — 62 801 долар (медіана — 53 295). За межею бідності перебувало 14,6 % осіб, у тому числі 24,3 % дітей у віці до 18 років та 0,0 % осіб у віці 65 років та старших.
Цивільне працевлаштоване населення становило 188 осіб. Основні галузі зайнятості: освіта, охорона здоров'я та соціальна допомога — 33,5 %, публічна адміністрація — 21,8 %, роздрібна торгівля — 14,9 %, будівництво — 12,2 %.